# Amt Fockbek
Het Amt Fockbek is een Amt in de Duitse deelstaat Sleeswijk-Holstein. Fockbek werd gevormd in 1948 en bestaat uit de volgende vier gemeenten in de Landkreis Rendsburg-Eckernförde:
- Alt Duvenstedt
- Fockbek
- Nübbel
- Rickert